# Enyo bathus
Enyo bathus (Rothschild, 1904) è un lepidottero appartenente alla famiglia Sphingidae, diffuso in America Meridionale.

## Descrizione

### Adulto
Il capo è largo, con occhi sviluppati ed antenne lunghe, clavate e uncinate all'estremità.

È simile a E. gorgon ed E. taedium taedium ma, rispetto a queste, non si notano le tipiche formazioni lanose situate sull'addome.

Anche il disegno dell'ala anteriore può considerarsi una condizione intermedia tra le due specie suddette. Il margine costale appare di un marrone molto scuro, mentre l'apice è tronco e lievemente falcato. Nell'area discoidale è visibile una zona triangolare più scura. Nella zona del termen si nota una fascia più chiara a forma di mezza luna.

L'ala posteriore mostra una colorazione marroncina abbastanza omogenea, più chiara rispetto all'ala anteriore.

### Larva
Dati non disponibili.

### Pupa
Le crisalidi si rinvengono entro bozzoli posti a scarsa profondità nel sottobosco.

## Biologia
Durante l'accoppiamento, le femmine richiamano i maschi grazie ad un feromone rilasciato da una ghiandola, posta all'estremità addominale.

### Periodo di volo
La specie è multivoltina, con due o più probabilmente tre generazioni l'anno, una delle quali è riscontrabile in giugno.

### Alimentazione
Gli adulti di ambo i sessi suggono il nettare da fiori di varie specie.
Mancano i dati riguardo alle piante ospite delle fasi larvali.

## Distribuzione e habitat
La specie è considerata alquanto rara. L'areale comprende il Perù (locus typicus:Huancabamba, Cerro del Pasco), la Bolivia e l'Ecuador.
L'habitat è rappresentato da foreste e zone boscose più o meno aperte.

## Tassonomia

### Sottospecie
Sono state descritte due sottospecie:
- Enyo bathus bathus (Rotschild, 1904) - New Sphingidae Novit. Zool. 11 (2) - locus typicus: Perù
- Enyo bathus otiosus Kernback, 1957 - locus typicus: Bolivia

### Sinonimi
È stato riportato un solo sinonimo:
- Epistor bathus Rothschild, 1904 (sinonimo omotipico)